# Thiago Alberto Constância
Thiago Alberto Constância (n. 21 decembrie 1984), cunoscut mai ales ca Alberto Thiago sau simplu Thiago, este un fotbalist brazilian, în prezent liber de contract.
În cariera sa el a jucat la câteva cluburi din Brazilia, apoi a trecut în Europa jucând la Sheriff Tiraspol, Dinamo București, și Karpaty Lvov.

## Palmares
Bragantino
- Copa Paulista de Futebol: 2006

Sheriff
- Divizia Națională: 2007, 2008
- Cupa Moldovei: 2008
- Supercupa Moldovei: 2007